# Transfaunación
El término transfaunación, es un anglicismo producto de la traducción al castellano del término en inglés “Trasfaunation” que significa: la transferencia de parte (o el total) de la flora simbiótica presente en el tracto digestivo -usualmente protozoos mutualistas- de un hospedero (normalmente de la misma especie) a otro. Esta transferencia puede ocurrir de manera natural o inducida.

## Natural
Es la inoculación de la flora intestinal de los padres a su prole ya sea producto de la ingesta de excrementos o la alimentación mediante regurgitación, a través de la cual se “puebla” el tracto digestivo de la prole con la cepas presentes en el de los parentales.

## Inducida
Es una práctica veterinaria relativamente frecuente, encaminada a mejorar la eficiencia digestiva en mamíferos domesticados, más comúnmente rumiantes, se basa en la extracción de muestras de jugo gástrico con flora “beneficiosa” de la cavidad del rumen de un individuo “donante” a otro, mediante la ingesta o inoculación directa mediante el uso de sondas.
El término suele utilizarse incorrectamente para describir el fenómeno de reemplazo de poblaciones de fauna nativa en comunidades o ecosistemas perturbados por poblaciones de organismos introducidos (o exóticos). Este fenómeno se denomina: introducción de especies invasoras, no transfaunación.
- Datos: Q6151648